# Luís Miguel Nava
Luís Miguel de Oliveira Perry Nava (Viseu, 29 de setembro de 1957 — Bruxelas, 9 de maio de 1995) foi um poeta português.

## Biografia
Nascido no seio de uma família notável de Viseu, bisneto de José Bressane de Leite Perry, político da monarquia constitucional e visconde de Leite Perry. 
Foi considerado uma das revelações mais importantes na poesia portuguesa da década de 1980.
O seu primeiro livro, O Perdão da Puberdade, foi publicado em 1974, mas rejeitado e destruído em 1975, depois de ter conhecido a poesia de Eugénio de Andrade. Nesse ano casou-se com Rosa Oliveira, mas poucos meses depois divorciam-se. Nava vai estudar Filologia Românica para Lisboa.
Em 1978, recebeu o Prémio Revelação da Associação Portuguesa de Escritores com a obra Películas, editada em 1979.
Em 1980, terminou a licenciatura em Filologia Românica na Faculdade de Letras da Universidade Clássica de Lisboa. Depois de uma breve passagem como professor de português na Escola Alemã de Lisboa, fez então um mestrado e trabalhou como assistente na Faculdade de Letras de Lisboa entre 1981 e 1983.
Em 1983, partiu para a cidade de Oxford como leitor de português e, passados três anos, concorreu a um lugar de tradutor da Comunidade Económica Europeia. Ganhou o concurso e instalou-se em Bruxelas em 1986, trabalhando no Conselho das Comunidades Europeias, como tradutor de documentos burocráticos, tarefa que lhe era bastante fastidiosa.
Nava parece ter sido muito influenciado pelo imaginário e pela mitologia biográfica de escritores homossexuais como Arthur Rimbaud, André Gide, William Burroughs, Paul Bowles, Pier Paolo Pasolini ou o português Manuel Teixeira Gomes. À semelhança de muitos deles, também elegeu Marrocos e o México como locais de busca interior e de aventura erótica.
Em Maio de 1995, foi encontrado morto no seu apartamento, em circunstâncias chocantes, pois fora brutalmente assassinado. Veio a descobrir-se que o assassino fora um jovem marroquino problemático, com quem se relacionava  havia um ano – segundo os diários da vítima. Ao contrário do invocado pelo homicida, o móbil do crime não fora nada de passional, mas apenas o roubo, pois estavam na sua posse vários valores e cartões bancários, tendo levantado, nos dias seguintes ao crime, cerca de 50 mil francos da conta do poeta. Em 1996, o assassino foi condenado a 25 anos de prisão.

## Obra poética
- O Perdão da Puberdade [assinado Perry Nava]. Coimbra: Edição do Autor (1974) (Prefácio de Aníbal [Pinto] de Castro)
- Películas. Lisboa: Livraria Moraes Editores (1979) (Prémio de Revelação da Associação Portuguesa de Escritores, 1978)
- Inércia da Deserção. Lisboa: &Etc. (1981)
- Como Alguém Disse. Lisboa: Contexto (1982)
- Rebentação. Lisboa: &Etc. (1984)
- Poemas. Porto: Limiar (1987) (reedição conjunta dos livros anteriores)
- O Céu sob as Entranhas. Porto: Limiar (1989)
- Vulcão. Lisboa: Quetzal (1994)
- Poesia Completa 1979-1994. Lisboa: Publicações Dom Quixote (2002), com organização e posfácio de Gastão Cruz e prefácio de Fernando Pinto do Amaral
- Poesia. Lisboa: Assírio & Alvim (2020). Edição, prefácio e notas de Ricardo Vasconcelos. Reunião de toda a obra, incluindo os inéditos O Livro de Samuel e Romance.

## Ensaios
- O Pão, a Culpa, a Escrita e Outros Textos. Lisboa: Imprensa Nacional-Casa da Moeda (1982)
- A Poesia de Francisco Rodrigues Lobo. Lisboa: Editorial Comunicação, 1985 (1985)
- O Essencial sobre Eugénio de Andrade Lisboa: Imprensa Nacional-Casa da Moeda (1987)
- Ensaios reunidos. Lisboa: Assírio e Alvim (2004), com prefácio de Carlos Mendes de Sousa

## Outros trabalhos
Foi o responsável pela Anthologie de poésie portugaise : 1960-1990 (1991), editada na Bélgica sob os auspícios da Europália e edição em língua portuguesa na Editorial Caminho. 